# ジェームズ・マクレランド

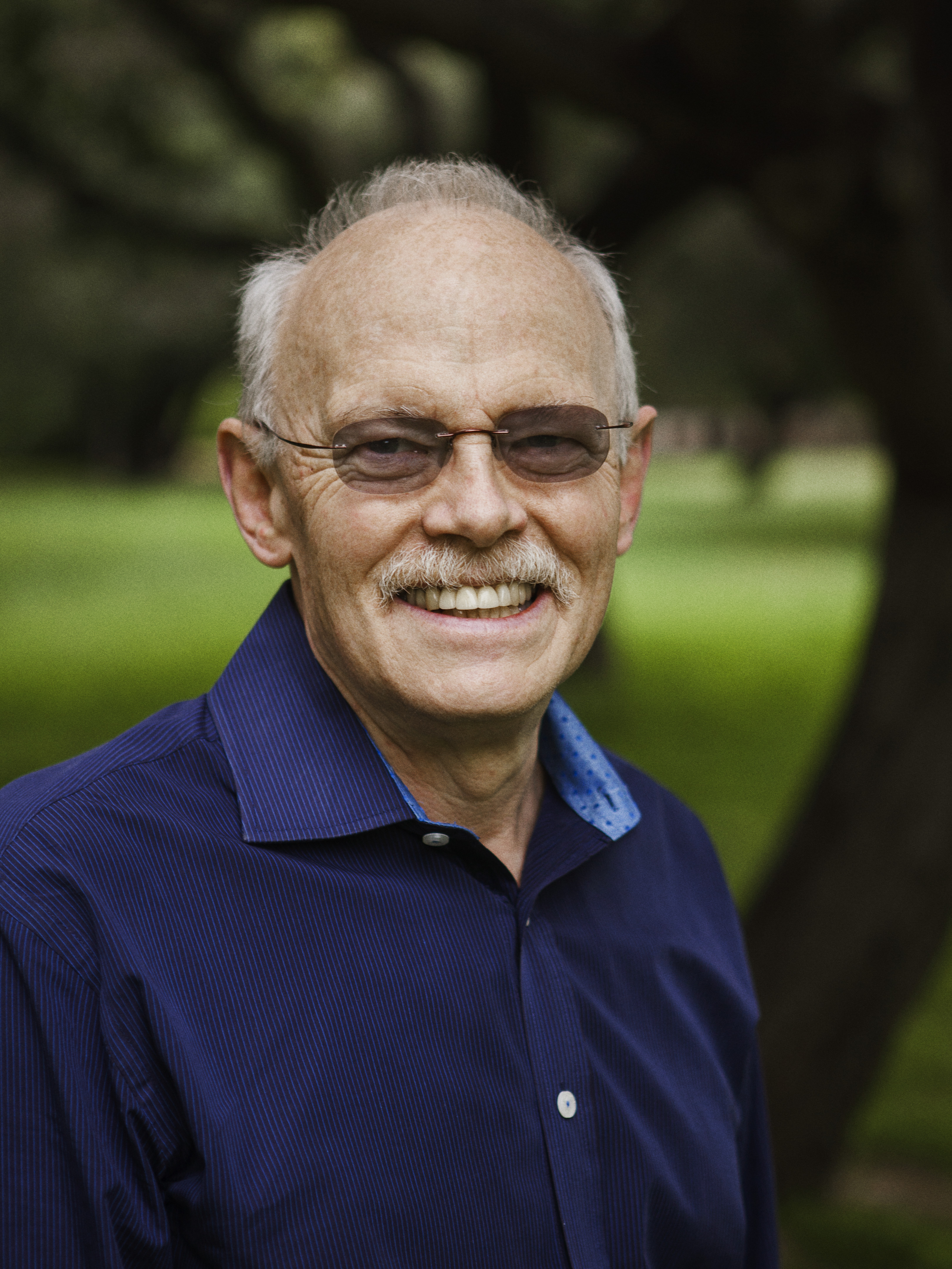

ジェームズ・マクレランド（James L. McClelland, 1948年12月1日 - ）は、アメリカの認知心理学者でニューラルネットワークの研究者。
ニューラルネットワークの研究では特にバックプロパゲーションと、デビッド・ラメルハートらとともに提唱したPDPモデルが知られる。2014年ハイネケン賞受賞。